# Нельсон Сале Кіліфа
Нельсон Сале Кіліфа (англ. Nelson Sale Kilifa; нар. 7 жовтня 1986, Хоніара, Соломонові Острови) — футболіст Соломонових Островів, центральний захисник вануатського клубу «Гелексі».

## Клубна кар'єра
Дорослу футбольну кар'єру розпочав у «Колоале» зі стролиці країни, Хоніари. У 2004 році дебютував за команду у вищому дивізіоні чемпіонату Соломонових Островів. Виступав у «Колоале» до 2006 року.
У 2007 році перебрався до новозеландського клубу «ЯнгГарт Манавату». Через півроку повернувся на Соломонові Острови, де став гравцем «Макуру».
У 2008 році повернувся до Нової Зеландії, де підписав контракт з «Окленд Сіті». У сезоні 2008/09 років разом з командою виграв чемпіонаті Нової Зеландії, виступав у Лізі чемпіонів ОФК. У 2009 році грав за «ЯнгГарт Манавату».
У 2010 році перейшов до вануатського клубу «Амікаль». У сезоні 2010/11 років разом з командою виграв чемпіонат Вануату. У 2014 році залишив розташування клубу.
Потім захищав кольори «Вестерн Юнайтед», «Амікаль» та «Накультан». З 2020 року виступає за вануатський «Гелексі».

## Кар'єра в збірній
У футболці національної збірної Соломонових Островів дебютував 3 квітня 2004 року в переможному (2:1) домашньому товариському матчі проти Вануату.
Нельсон був включений до заявки своєї збірної на Кубок націй ОФК 2012. Відіграв всі матчі, забитими м'ячами не відзначався.

## Титули і досягнення
- Срібний призер Кубка націй ОФК: 2004